# يانسي بوتلر
يانسي بوتلر (بالإنجليزية: Yancy Butler)‏ هي ممثلة أمريكية، ولدت في 2 يوليو 1970 بنيويورك في الولايات المتحدة.

## أعمال

### أفلام
- (2010) كيك-آس[4][5]
- (2013) كيك-آس 2[6]
- (2015) ليك بلاسيد ضد اناكوندا

## وصلات خارجية
- يانسي بوتلر على موقع IMDb (الإنجليزية)
- يانسي بوتلر على موقع ألو سيني (الفرنسية)
- يانسي بوتلر على موقع أول موفي (الإنجليزية)
- يانسي بوتلر على موقع قاعدة بيانات الأفلام السويدية (السويدية)
- يانسي بوتلر على موقع إن إن دي بي (الإنجليزية)
- يانسي بوتلر على موقع قاعدة بيانات الفيلم (الإنجليزية)
- يانسي بوتلر على موقع كينوبويسك (الروسية)